# الخربة (منصور)

تعديل مصدري - تعديل

الخربة محلة تابعة لقرية المناخ، التابعة لعزلة بني منصور بمديرية بعدان إحدى مديريات محافظة إب في الجمهورية اليمنية، بلغ تعداد سكانها 107 حسب تعداد اليمن لعام 2004.